# Zygmunt Wahl
Zygmunt Wahl (Vall) – dworzanin królewski, od 1651 major, od 1652 oberszter regimentu piechoty, generał artylerii wojska Wielkiego Księstwa Litewskiego w latach 1652–1654.